# 스펙트레 M4
스펙트레 M4(Spectre M4)는 1980년대 이탈리아의 "SITES" 총기회사에서 1980년대에 발명된 기관단총이다. 사용탄약으로는 9미리 루거탄을 비롯해 9 x 21 mm IMI, .40 S&W, .45 ACP and .45-HP등등이 있다.

## 특징
스펙트레 M4의 사용탄은 9 x 19mm 섹르탄이다.
이 총의 최대사거리는 일반 기관단총과 같은 50미터, 접기가 가능한 개머리판, 블로우백 방식 등등 일반적인 기관단총들과 같은 특징을 가지고 있다.
이 기관단총에 쓰이는 군용탄창은 일반 기관단총이 1열, 2열 탄창을 사용해서 최대 30발까지 장탄이 가능한 것과 다르게 스펙트레는 4열 탄창을 사용해서 한 탄창에 50발이 들어간다(탄창의 전체길이는 1/2열 탄창들과 비슷하다고 한다). 기존의 성능은 다른 기관단총들과 비슷하다고 한다